# Changhe Haitun

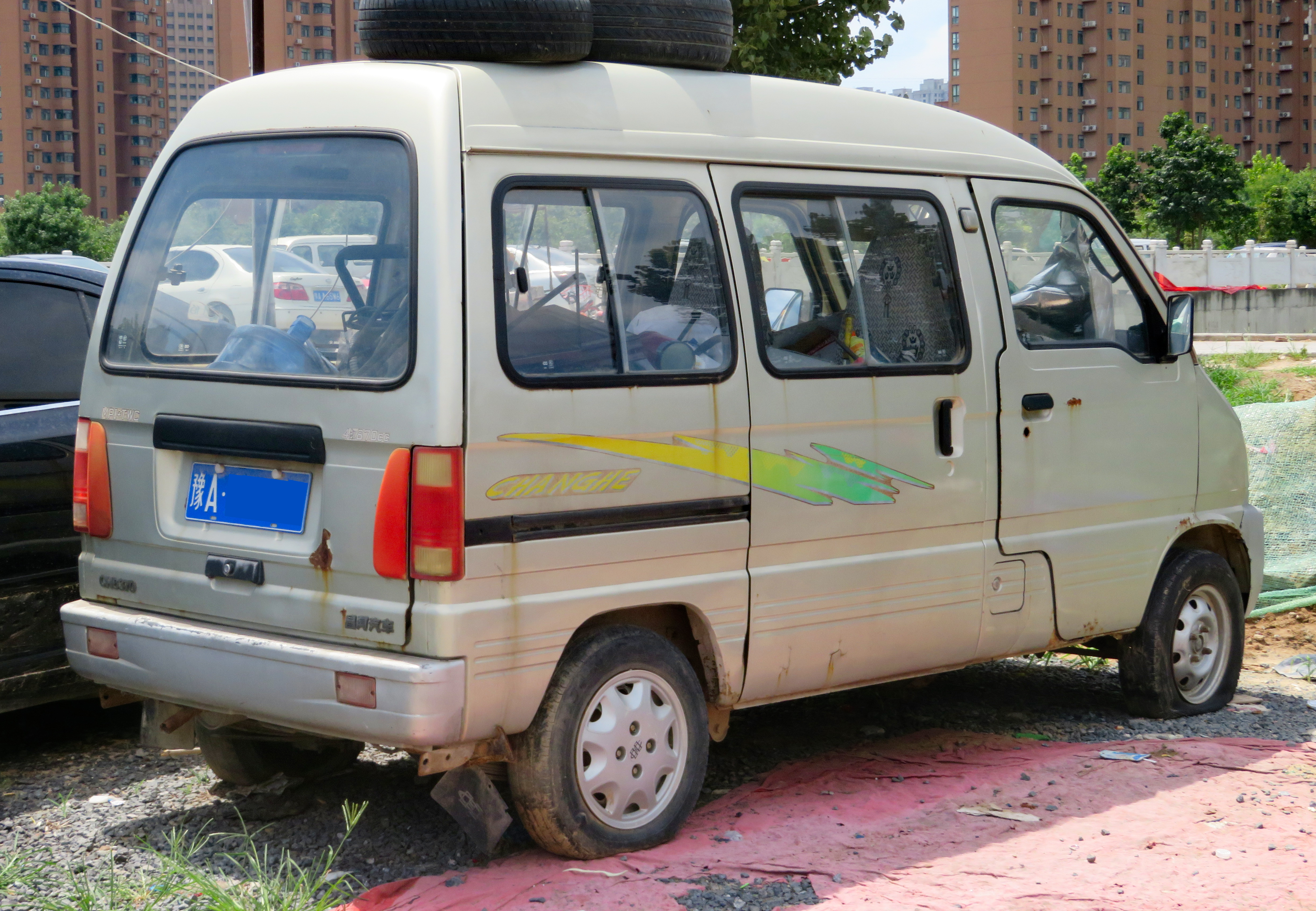
Вид сзади

Changhe Haitun (海豚) — серия микровэнов вместимостью от 5 до 8 мест, выпускавшихся с 2002 по 2007 год китайской компанией Changhe.

## Описание
Автомобили Changhe Haitun основаны на автомобилях серии Changhe Junma CH6353. В отличие от предшественников, передняя ось смещена вперёд.
Автомобили Changhe Haitun CH6370C оснащались рядным четырёхцилиндровым двигателем объёмом 1051 см3, мощностью 38,5 кВт, в то время как автомобили Changhe Haitun CH6370A оснащались рядным четырёхцилиндровым двигателем объёмом 970 см3, мощностью 35 кВт. Коробка передач — пятиступенчатая механическая.